# Cyphopterum costicola
Cyphopterum costicola är en insektsart som beskrevs av Lindberg 1958. Cyphopterum costicola ingår i släktet Cyphopterum och familjen Flatidae. Inga underarter finns listade i Catalogue of Life.